# Peter Carlone
Peter Carlone (* 1567 in Scaria; † 4. Dezember 1628 in Leoben) war ein österreichischer Baumeister im Raum Leoben an der Mur in der Obersteiermark.
Er ist einer der Stammväter des österreichischen Zweiges der Künstlerfamilie Carlone. Die Vermutung, er stamme von dem 1554 bis 1560 in Kreuz in der Untersteiermark (Kroatien) erwähnten Festungsbaumeister Peter Carlone ab, konnte bisher nicht eindeutig belegt werden.

## Leben
Peter Carlone wurde im Jahr 1588 in Deutschlandsberg als Meister zugelassen. Im Jahr 1609 bemühte er sich um den Kauf eines Grundstücks in Kaiserau bei Admont, 1612 erwarb er ein Haus in Leoben und leistete dort 1614 den Bürgereid. Sein Name fand in Zusammenhang mit einer Bedrohung durch einen Lederjungen in Aflenz (1624) und eines Streites mit der Bruckner Zunft der Maurer (1625) Erwähnung. Die Leobener Maurerzunft vermerkte 1627 anlässlich einer ihrer Sitzungen die Abwesenheit des Meisters. Im darauffolgenden Jahr adressierte die Bruckner Maurerzunft ihm eine wiederholte Mahnung.
Peter Carlone starb im Jahr 1628 in Leoben, nachdem er am 3. Dezember desselben Jahres sein Testament verfasst hatte, das am 12. Dezember für gültig erklärt wurde.
Nachkommen aus der Ehe des Leobener Peter Carlone mit Franziska sind:
1. Anton, späterer Baumeister im Stift Neuberg, Steiermark
2. Katharina
3. Pietro Francesco Carlone (* um 1610; † 1681/82), späterer Baumeister
4. Paul (* 20. Januar 1614 in Leoben). Paul war „krumb“ und wurde später Schneider in Stift Göss (Leoben)

Aus seiner zweiten Ehe mit Susanna stammen:
1. Hans (* 5. Juni 1626 in Leoben; † vor 1659), „meist Johann Baptist genannt“, späterer Wirt in Röthelstein.
2. Peter (* 4. Oktober 1627 in Leoben; † 1665), später Jesuit in Leoben

In der Stammtafel von Julius Tuschnig wird eine Tochter Bibiana nicht aufgeführt, die laut Kohlbach Nonne in Göss war.

## Werk

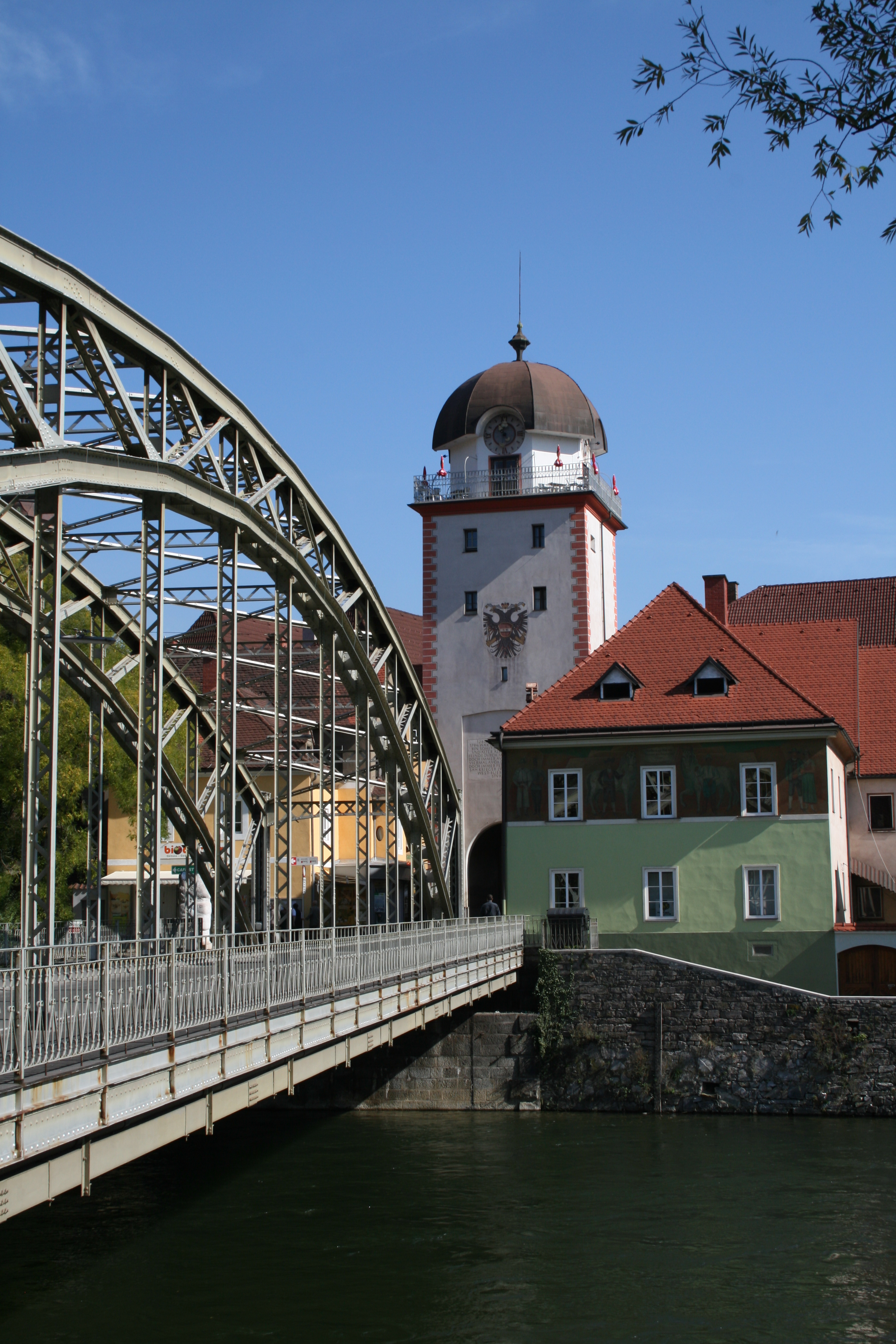
Der Maut- oder Schwammerlturm in Leoben

- 1605–1612: Wölbung der Kirche in Mautern (zugeschrieben)
- 1611–1614: Bau des neuen Konventsgebäudes in Göss (heute Stadtteil von Leoben)
- 1613: Erhöhung des Südturmes der Stiftskirche St. Blasius des Benediktinerklosters Admont (1865 abgebrannt und im neugotischen Stil wieder aufgerichtet).
- 1614: Ausbesserung am Zwingertor in Leoben
- 1615–1626: Umbau des Klosters und der Kirche in Admont
- 1615: Neubau des Mautturms in Leoben. Dieser erhielt 1794 das seltsame Kuppeldach, nach dem es seither im Volksmund 'Schwammerlturm' heißt.
- 1621: Bau eines Hauses für Ulrich Zwitner in Leoben
- 1624: Bau eines Hauses für Paulitsch in Leoben

Peter Carlone entwarf des Weiteren Pläne für den Wiederaufbau des Turmes von Schloss Ehrnau bei Mautern (1614) und ein Noviziatsgebäude der Ordensgemeinschaft der Jesuiten (1612?).